# Liste des circonscriptions législatives de la Haute-Saône

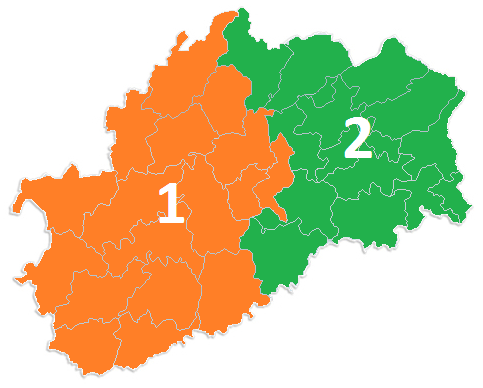
Les circonscriptions de la Haute-Saône depuis 2012 ; cette délimitation géographique des circonscriptions est identique à celle qui existait de 1958 à 1986

Le département français de la Haute-Saône est, sous la Cinquième République, constitué de deux circonscriptions législatives de 1958 à 1986, de trois circonscriptions après le redécoupage électoral de 1986 puis de deux circonscriptions depuis le redécoupage de 2010, entré en application à compter des élections législatives de 2012.

## Présentation
Par ordonnance du 13 octobre 1958 relative à l'élection des députés à l'Assemblée nationale, le département de la Haute-Saône est d'abord constitué de deux circonscriptions électorales. 
Lors des élections législatives de 1986 qui se sont déroulées selon un mode de scrutin proportionnel à un seul tour par listes départementales, le nombre de sièges de la Haute-Saône a été porté de deux à trois.
Le retour à un mode de scrutin uninominal majoritaire à deux tours en vue des élections législatives suivantes, a maintenu ce nombre de trois sièges,, selon un nouveau découpage électoral.
Le redécoupage des circonscriptions législatives réalisé en 2010 et entrant en application à compter des élections législatives de juin 2012, a modifié le nombre et la répartition des circonscriptions de la Haute-Saône, réduit à deux du fait de la sur-représentation démographique du département.

## Composition des circonscriptions

### Composition des circonscriptions de 1958 à 1986
À compter de 1958, le département de la Haute-Saône comprend deux circonscriptions.
- 1re circonscription : Amance, Autrey-lès-Gray, Champlitte, Combeaufontaine, Dampierre-sur-Salon, Fresne-Saint-Mamès, Gray, Gy, Jussey, Marnay, Pesmes, Port-sur-Saône, Rioz, Scey-sur-Saône-et-Saint-Albin, Vesoul-Est, Vesoul-Ouest, Vitrey-sur-Mance
- 2e circonscription : Champagney, Faucogney-et-la-Mer, Héricourt-Est, Héricourt-Ouest, Lure-Nord, Lure-Sud, Luxeuil-les-Bains, Mélisey, Montbozon, Noroy-le-Bourg, Saint-Loup-sur-Semouse, Saint-Sauveur, Saulx, Vauvillers, Villersexel

### Composition des circonscriptions de 1988 à 2012

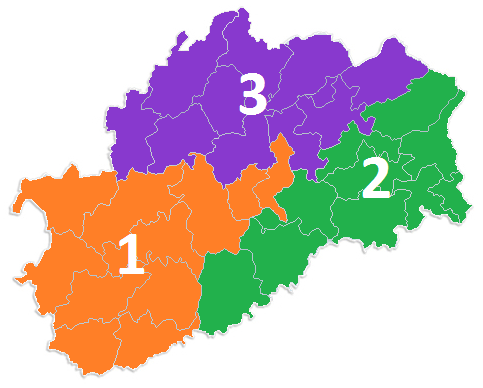
Carte des trois circonscriptions de 1988 à 2012

À compter du découpage de 1986, le département de la Haute-Saône comprend trois circonscriptions regroupant les cantons suivants :
- 1re circonscription : Autrey-lès-Gray, Champlitte, Dampierre-sur-Salon, Fresne-Saint-Mamès, Gray, Gy, Marnay, Pesmes, Scey-sur-Saône-et-Saint-Albin, Vesoul-Est, Vesoul-Ouest.
- 2e circonscription : Champagney, Héricourt-Est, Héricourt-Ouest, Lure-Nord, Lure-Sud, Mélisey, Montbozon, Noroy-le-Bourg, Rioz, Villersexel.
- 3e circonscription : Amance, Combeaufontaine, Faucogney-et-la-Mer, Jussey, Luxeuil-les-Bains, Port-sur-Saône, Saint-Loup-sur-Semouse, Saint-Sauveur, Saulx, Vauvillers, Vitrey-sur-Mance.

### Composition des circonscriptions à compter de 2012
Depuis le nouveau découpage électoral, le département comprend deux circonscriptions regroupant les cantons suivants :
- 1re circonscription : Amance, Autrey-lès-Gray, Champlitte, Combeaufontaine, Dampierre-sur-Salon, Fresne-Saint-Mamès, Gray, Gy, Jussey, Marnay, Pesmes, Port-sur-Saône, Rioz, Scey-sur-Saône-et-Saint-Albin, Vesoul-Est, Vesoul-Ouest, Vitrey-sur-Mance
- 2e circonscription : Champagney, Faucogney-et-la-Mer, Héricourt-Est, Héricourt-Ouest, Lure-Nord, Lure-Sud, Luxeuil-les-Bains, Mélisey, Montbozon, Noroy-le-Bourg, Saint-Loup-sur-Semouse, Saint-Sauveur, Saulx, Vauvillers, Villersexel